# نیروی دریایی خلق کره
نیروی دریایی خلق کره نیروی دریایی ارتش خلق کره است. نیروی دریایی خلق کره در ۵ ژوئن ۱۹۴۶ تأسیس شد. تعداد قوای این نیرو در دهه ۱۹۹۰ بین ۴۰٬۰۰۰ تا ۶۰٬۰۰۰ نفر بود. این نیرو دارای تعدادی قایق ۸۱۰ از جمله ۳ ناوچه و ۷۰ زیردریایی است: در حدود ۲۰ زیردریایی کلاس رومیو (۱٬۸۰۰ تنی), ۴۰ زیردریایی کلاس سانگ (۳۰۰ تنی) و ۱۰ زیردریایی میجت از جمله زیردریایی کلاس یونو (۱۳۰ تنی).